# Château de Kameyama (Kyoto)
Pour les articles homonymes, voir Château de Kameyama.
Le château de Kameyama (亀山城, Kameyama-jō) était un château japonais situé à Kameoka, dans la préfecture de Kyoto au Japon. Il a gardé le passage nord-ouest en direction de Kyoto pendant près de trois cents ans.

## Histoire
Le château est construit de 1577 à 1578 sur l'ordre d'Akechi Mitsuhide. Il est situé sur une colline au sud du fleuve Ōi, stratégiquement situé entre la ville de Kyoto et la province de Tamba. À la suite de la mort d'Akechi Mitsuhide, le château devient une base importante pour Toyotomi Hideyoshi, l'un des trois unificateurs du Japon. Pendant l'époque d'Edo, la château est le centre du domaine de Tamba Kameyama.
Le château est démantelé à la suite de la restauration de Meiji et tombe en ruines. Le site est racheté en 1919 par le mouvement religieux Ōmoto, qui l'occupe encore aujourd'hui. Il ne reste que des vestiges des murs de pierre.

## Galerie

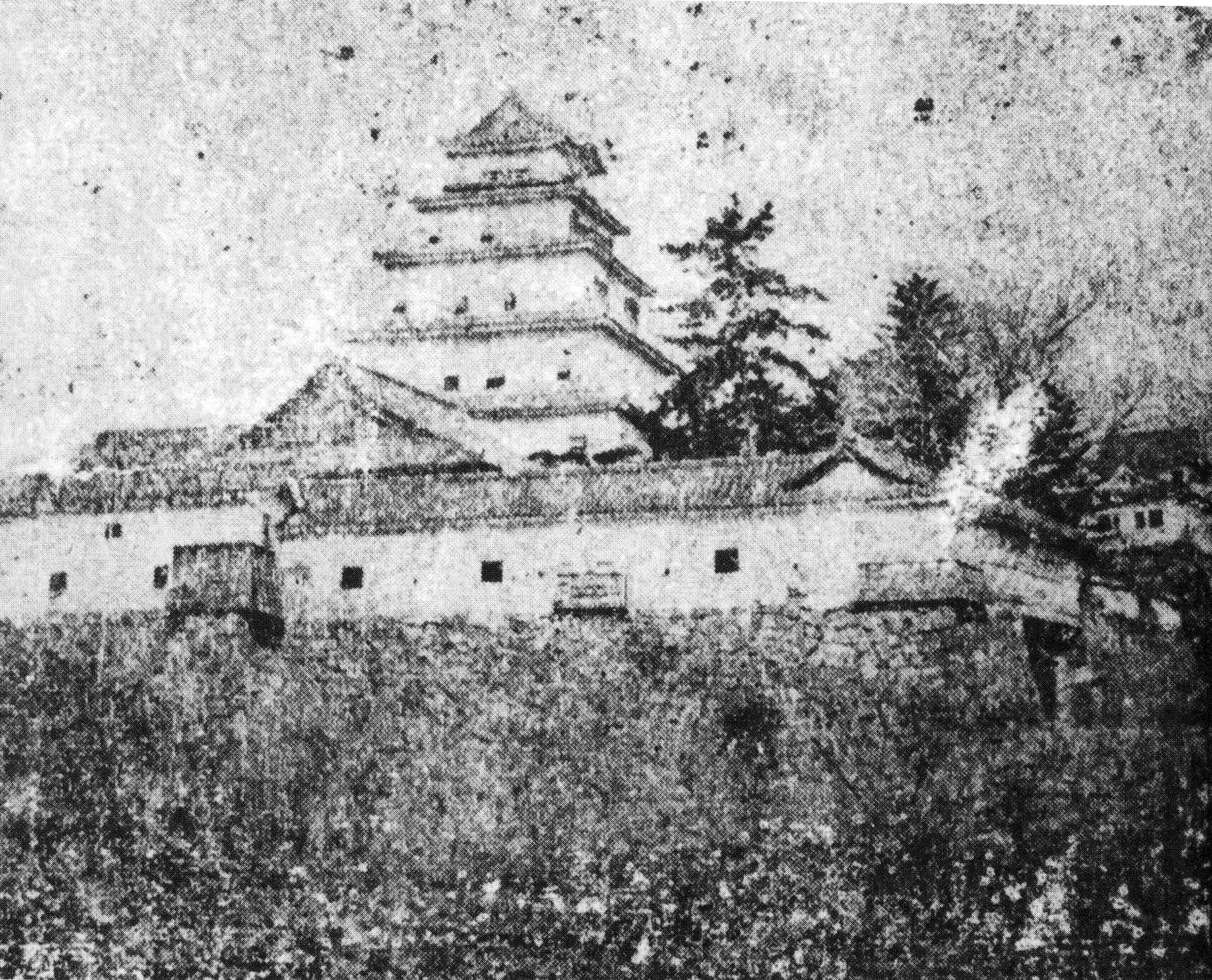
Photographie du château en 1872.
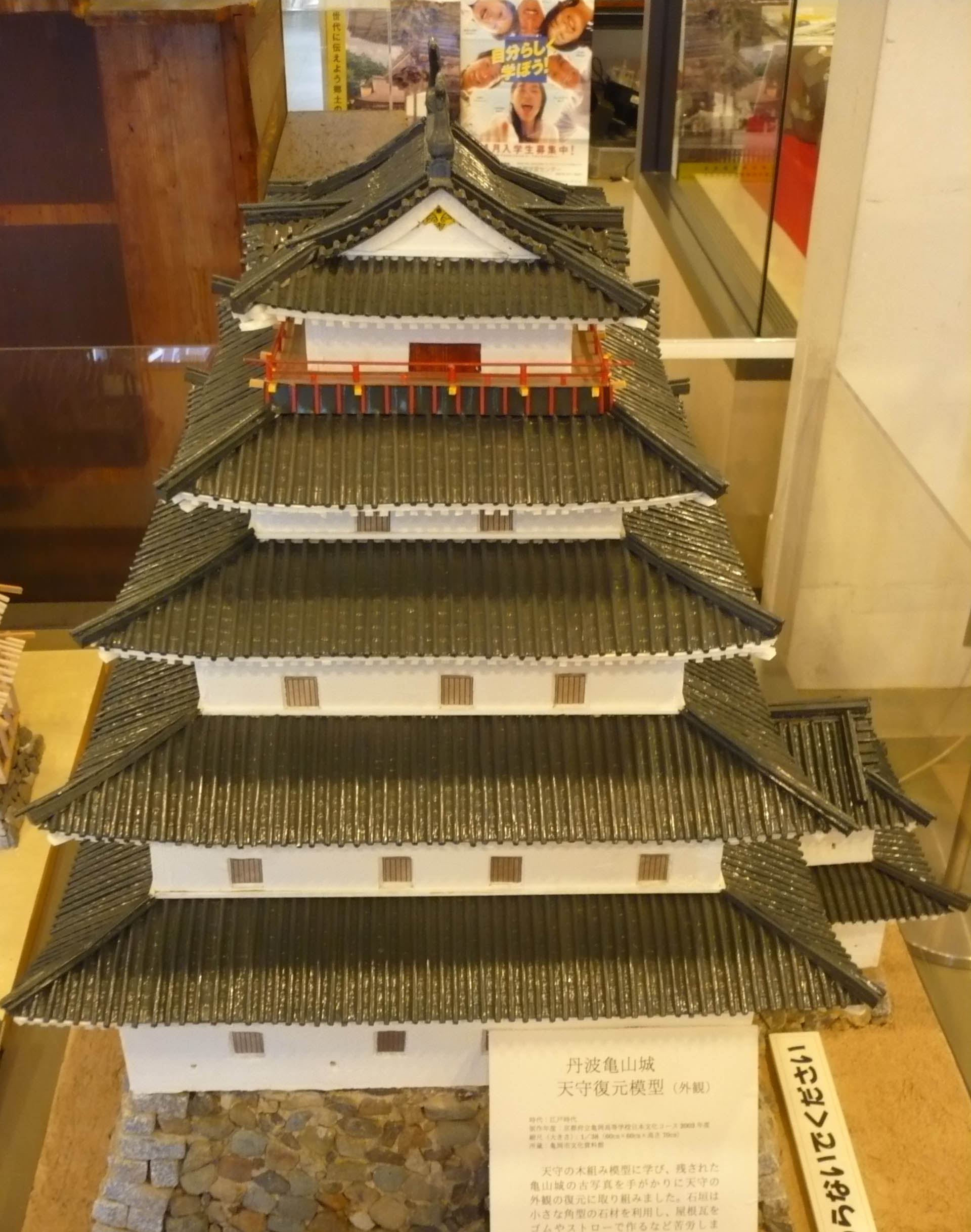
Maquette du donjon.
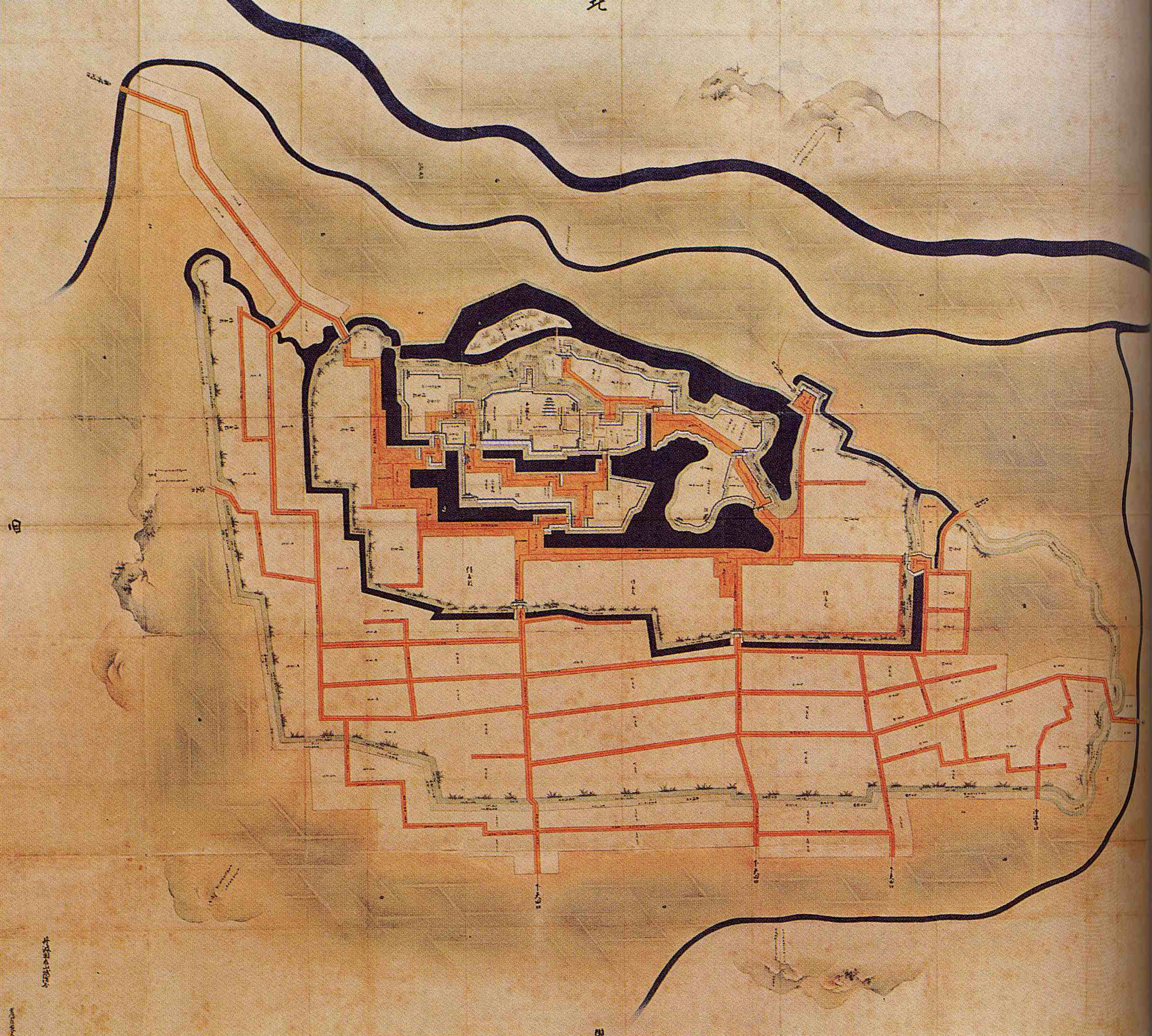
Plan du château.